# Rocío Caracuel Moyano
Rocío Caracuel Moyano (Cañete de las Torres, Còdova 1929-2007) fou una bibliotecària i investigadora espanyola. La seva obra gira entorn dels incunables espanyols i dels fons històrics de la Biblioteca de la Universitat de Sevilla.

## Trajectòria
Llicenciada en Filosofia i Lletres, l'any 1966 ingressà com a personal docent a la Universitat de Sevilla. L'any 1969, ingressà també al Cos Facultatiu d'Arxivers, Bibliotecaris i Arqueòlegs. Estigué destinada a la Biblioteca de la Universitat de Barcelona, i l'any 1974 obtingué el trasllat a la biblioteca de la Universitat de Sevilla, on arribà a ser directora, fins a la seva jubilació l'any 1979.
Fruit de les seves investigacions en arxius espanyols, va escriure Los mercaderes del Perú y la financiación de los gastos de la monarquía: 1650-1700, l'any 1966. Entre les obres que dedicà a la biblioteca universitària sevillana, destaquen Un tesoro en la Universidad de Sevilla de l'any 1993 i Universo matemático del 2010.
Entre els anys 1957 i 1959 investigà a l'Arxiu General d'Indies (AGI) de Sevilla sobre el Consolat de Lima entre el 1650-1700.

## Publicacions
- “Los mercaderes del Perú y la financiación de los gastos de la Monarquía (1650-1700)”, en Actas y Memorias del 36 Congreso Internacional de Americanistas, vol. 4, Edición católica española, Sevilla, 1966, pàg.. 335-344.
- “Reproducción de libros en las bibliotecas universitarias¿un conflicto entre la legalidad y la accesibilidad?”, en Boletín de la ANABAD, Tomo 41, Nº 3-4, 1991, pàg. 507-512.
- “Adiciones y correcciones al Catálogo de Incunables de la Biblioteca Universitaria de Sevilla”, en Homenaxe a Daría Vilariño, 1993, pàg. 281-290.
- “Un tesoro en la Universidad de Sevilla: incunables y obras de los siglos XVI y XVII”, Universitat de Sevilla, 1993.
- “La colección de publicaciones periódicas en las bibliotecas universitarias andaluzas”, en Boletín de la Asociación Andaluza de Bibliotecarios, Año nº 13, Nº 52, 1998, pàg. 21-40.
- “El fondo histórico de la Biblioteca Universitaria de Sevilla”, en El libro antiguo en las bibliotecas españolas / coord. por Ramón Rodríguez Álvarez, Moisés Llordén Miñambres, 1998, pàg. 183-200.

## Reconeixements
La sala d'investigació de la Biblioteca de la Universidad de Sevilla es batejà amb el nom de Rocío Caracuel. Per altra banda, a la seva ciutat de naixement, Cañete de las Torres, es creà un museu etnogràfic amb el seu nom, amb peces procedents de la seva col·lecció familiar i d'altres veïns de la localitat.
L'any 2020, s'inclogué dins del projecte “Mujeres Investigadoras en los Archivos Estatales (1900-1970)” per a la descripció arxivística i per a la creació d'un microlloc específic al Portal d'Arxius Espanyols (PARES), desenvolupat entre els anys 2020 i 2023. Aquest projecte ha estat impulsat per la Subdirecció General d'Arxius Estatals, amb l'objectiu de visibilitzar la tasca d'investigació realitzada a Espanya per dones en l'interval 1900-1970 a partir dels registres documentals que es conserven als Arxius de Gestió dels Arxius Espanyols del Ministeri de Cultura (l'Arxiu Històric Nacional, l'Arxiu de la Corona d'Aragó, l'Arxiu General de Simancas, l'Arxiu General d'Índies, l'arxiu de la Reial Cancelleria de Valladolid, l'Arxiu General de l'Administració i el Centre d'Informació Documental d'Arxius).